# Lacipa megalocera
Lacipa megalocera är en fjärilsart som beskrevs av Collenette 1952. Lacipa megalocera ingår i släktet Lacipa och familjen tofsspinnare. Inga underarter finns listade i Catalogue of Life.